# Панчмахал (окръг)
Панчмахал е окръг в щата Гуджарат, Индия, с площ 5219 км2 и население 2 025 277 души (2001). Главен град е Годхра.

## Административно деление
Окръга е разделен на 11 талука.

## Население
Населението на окръга през 2001 година е 2 025 277 души, около 60,92 % от населението е неграмотно.

### Религия
(2001)
- 1 897 034 – индуисти
- 120 676 – мюсюлмани
- 4382 – джайнисти